# Lukáčovce
Lukáčovce jsou obec na Slovensku v okresu Nitra. Nachází se zde klášter z patnáctého století a kostel sv. Jana Nepomuckého z 18. století. První písemná zmínka pochází z roku 1264. Žije zde přibližně 1 200 obyvatel.